# Aufbruch C
Aufbruch C ist eine politische Kleinpartei in Deutschland.

## Inhaltliches Profil
Die Partei sieht die Familie als Fundament der Gesellschaft und des Sozialsystems an. Sie setzt sich laut ihres Grundsatzprogramms für eine Förderung und Unterstützung insbesondere junger Familien ein und fordert die Anerkennung der häuslichen Erziehungsleistung durch eine finanzielle Bezuschussung. Die Partei setzt sich nach eigenen Angaben dafür ein, dass christliche Werte bzw. das christliche Menschenbild die Grundlage des politischen Handelns sein sollte. Mandatsträger der Partei wollen keine Politik machen die ausgrenzt, diskriminiert oder unterdrückt.

## Teilnahmen an Wahlen
Bei der Kommunalwahl NRW im September 2020 erlangte die Partei in 5 Städten Sitze in den Räten. In Lage und Detmold je 2 Sitze (damit Fraktionsstatus), in Bad Salzuflen, Lemgo und Augustdorf, wo sich erstmals Kandidaten aufstellten, wurden einzelne Stadtratssitze erreicht.
Seit 2020 stellt die Partei auch im Kreistag von Lippe zwei Abgeordnete.
Die Partei nahm erstmals mit einer Landesliste an der Landtagswahl in Nordrhein-Westfalen 2017 und mit drei Direktkandidaten teil und erhielt 0,11 % der Zweitstimmen. Zuvor hatte sie bei den Kommunalwahlen in Nordrhein-Westfalen 2014 in Detmold (2,97 % und einem Mandat) und in Lage (4,51 % und zwei Mandate) teilgenommen.
Bei der Bundestagswahl 2013 trat Harry Rein als Direktkandidat im Bundeswahlkreis 133 Herford-Minden-Lübbecke II an und erhielt 0,3 % der Wählerstimmen. Ditmar Teschke trat im Bundeswahlkreis 135 Lippe I an und erhielt 0,54 % der Wählerstimmen. Jens Köhler trat im Wahlkreis 136 Höxter-Lippe II an und erhielt 0,5 % der Wählerstimmen. Die Partei hat ihren Schwerpunkt in Ostwestfalen, trat aber auch bei der Kommunalwahl in Niedersachsen an.
Aufbruch C nimmt an den nächsten Kommunalwahlen am 14. September 2025 teil und stellt mit Andreas Epp erstmals einen eigenen Kandidaten für das Amt des Landrates.
Neben dem Vorstand, bestehend aus Andreas Epp, Andreas Levermann und Stefan Zibart, wurden auf dem Parteitag im Dezember 2024 Wilhelm Schall in die Position des Beraters des Vorstandes sowie die Thomas Assmann und Kevin Schulz als Beiräte gewählt.